# سعد الصالح
سعد الصالح، ممثل سعودي مواليد (1964 - 2017م) شاركَ في العديد من الأعمال التلفزيونية والمسرحية، ومن أهمها مسلسل طاش ما طاش.

## أعماله

### المسلسلات
- مسلسل طاش ما طاش - عدة أجزاء: ج18 - ج16 - ج15 - ج14- ج13- ج12- ج11- ج10 - ج9 - ج7.
- مسلسل خلك معي (1994).
- مسلسل أبو العصافير (2003).
- مسلسل غشمشم 4 أجزاء.
- مسلسل خذ وخل (2006).
- مسلسل المقطار (2008).
- مسلسل شيكات (2010).
- المسلسل الكارتوني شوربة وخل (2010).
- مسلسل سواق المعازيب (2011).
- مضارب بني قرقاص (2012).

### المسرحيات
- مسرحية شنترة بن عداد (2003).
- مسرحية صح لسانك.
- مسرحية عودة حمود ومحيميد.

### السهرات التلفزيونية
- حمود ومحيميد (1987).
- أبيض وأسود (1992).
- أنا وشقيقي (1993).

## العائلة
له ابنان وبنت: عبدالله، وطلال، وهيا.

## الوفاة
توفي الفنان سعد الصالح في يوم الأحد 29 شوال 1438هـ الموافق 23 يوليو 2017 بعد معاناته مع مرض الفشل الكلوي.

## روابط خارجية
- سعد الصالح على موقع قاعدة بيانات الأفلام العربية